# Gustaf Adolf Wehlin
Gustaf Adolf Wehlin, född 23 oktober 1856 i Karlskrona stadsförsamling, Blekinge län, död 25 april 1889 i Fridlevstads församling, Blekinge län, var en svensk bygdemålare.

## Biografi
Gustaf Adolf Wehlin var son till en målarmästare vid Karlskrona varv och sattes i målarlära för en målarmästare i Fridlevstad. I ett par gårdar i Emmeryd har han utfört bevarade dekorationsmålningar på väggar, dörrspeglar och fönsteröverstycken. Som förlaga till målningarna har han använt illustrationer från Illustrerad Familj-Journal. Målningarna är utförda i olja på papp och har ett större kulturhistoriskt värde än det konstnärliga. Wehlin var en bohemperson och hade en svaghet för glaset. Det berättas att han på långfredagen lagt sig på ett berg där han blev nerkyld för att några dagar senare avlida i lunginflammation.